# 匡定波
匡定波（1930年9月1日—），男，江苏无锡人，中国红外及遥感专家。

## 生平
1930年生于江苏无锡。1952年毕业于交通大学物理系。中国科学院上海技术物理研究所研究员。1991年当选为中国科学院学部委员（院士）。